# Biches
Biches é uma comuna francesa na região administrativa de Borgonha-Franco-Condado, no departamento Nièvre. Estende-se por uma área de 24,31 km². Em 2010 a comuna tinha 296 habitantes (densidade: 12,2 hab./km²).